# Панакота
Панакота је италијански десерт из Пијемонта, који је познат по томе што се лако припрема, а има одличан укус. Идеалан је за љубитеље лаких и не превише слатких посластица.

## Историјат
Панакота, што значи „кувана павлака“, је лагана италијанска посластица направљена од слатке павлаке и шећера, која се згушњава желатином. Иако се није помињала у италијанским куварима пре 1960-их, често се сматра традиционалним десертом из Пијемонта. Постоји и једна непотврђена прича да ју је почетком 20. века измислила Мађарица.

## Припрема
Панакота се прави тако што се слатка павлака кува са желатином, што јој даје глатку и чврсту структуру. Обично се сервира са воћним преливима као што су јагоде, малине или боровнице, али су популарне и варијанте са карамелом, чоколадом или ванилом.